# Hekerbeek
De Hekerbeek (ook: Heekerbeek, vroeger ook Cilbeek genoemd) is een zijbeek van de Geul. De beek is ongeveer 2,5 km lang.
De Hekerbeek heeft zijn bron nabij de buurtschap Heek en stroomt in zuidwestelijke richting naar Valkenburg, waar hij uitmondt in  de Geul.
De naam Hekerbeek is ook gegeven aan een nieuwbouwwijkje van Valkenburg, dat zich bevindt tussen de Hekerbeekweg en de Steenstraat, en dat uit enkele, onder meer naar heiligen genoemde, straten bestaat. Dit wijkje komt deels overeen met de historische buurtschap Sint-Pieter